# Ulrich Gebauer

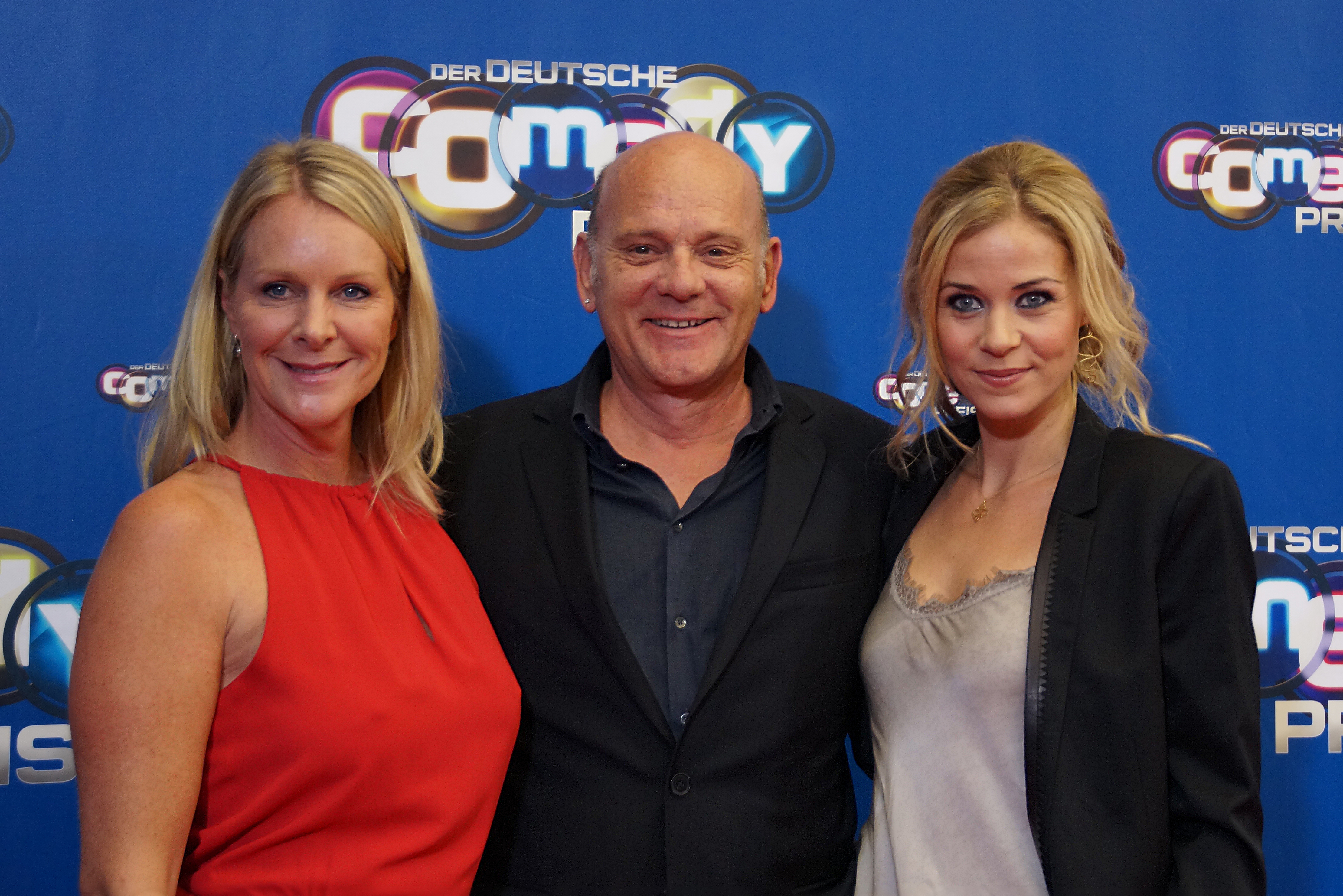
Ulrich Gebauer mit Ehefrau Anne Moll (links) und Lehrer-Kollegin Jessica Ginkel 2016 beim Deutschen Comedypreis

Ulrich Gebauer (* 28. Januar 1956 in Laufen/Oberbayern) ist ein deutscher Schauspieler.

## Leben und Wirken
Ulrich Gebauer wuchs in Ravensburg auf und spielte dort als Schüler seine ersten Rollen im Rutentheater. Er studierte vier Jahre von 1974 bis 1978 Schauspiel an der HdK Berlin. Im Jahr 1978 wurde er festes Mitglied des Württembergischen Staatstheaters Stuttgart. Seit 1979 arbeitete Gebauer am Schauspielhaus Bochum. Seit 1980 spielt er auch im Film und Fernsehen.
Seit 2009 ist Gebauer als fester Bestandteil des Lehrerkollegiums in der deutschen Dramedy-Serie Der Lehrer auf RTL zu sehen.
Er ist mit der Schauspielerin Anne Moll in zweiter Ehe verheiratet. Das Paar hat zwei gemeinsame Kinder. Aus seiner ersten Ehe ging ein (inzwischen erwachsener) Sohn hervor.

## Filmografie (Auswahl)

### Kino
- 1988: Die Katze
- 2002: Der Felsen
- 2008: Blues Sky
- 2012: Die Kirche bleibt im Dorf
- 2015: Gut zu Vögeln

### Fernsehfilme
- 1990: Tatort – Rendezvous (Fernsehreihe)
- 1990: Wilhelm Tell
- 1991: Für immer jung
- 1993: Tatort – Flucht nach Miami
- 1994: Die letzte Entscheidung
- 1994: Dreimal die Woche
- 1994: In dieser Stadt daheim
- 1995: Polizeiruf 110 – 1A Landeier
- 1995: Polizeiruf 110 – Sieben Tage Freiheit
- 1997: Tatort – Brüder
- 1997: Wenn der Präsident 2× klingelt
- 1998: Zugriff – Der weiße Wal
- 1998: Krambambuli (1998)
- 1999: Tatort – Mordfieber
- 2000: Polizeiruf 110 – Bruderliebe
- 2001: Tatort – Tod vor Scharhörn
- 2002: Die achte Todsünde: Toskana-Karussell
- 2002: Tatort – Flashback
- 2003: Tatort – Bermuda
- 2004: Tatort – Bitteres Brot
- 2004: Tatort – Der vierte Mann
- 2005: Rufer. Der Wolf
- 2007: Tatort – Der Finger
- 2009: Woche für Woche
- 2010: Tatort – Die Unsichtbare
- 2011: Gottes mächtige Dienerin
- 2012: Schlaflos in Schwabing
- 2014: Unter der Haut
- 2015: Tatort – Der Inder
- 2018: Nord bei Nordwest – Waidmannsheil
- 2022: Das Weihnachtsschnitzel

### Fernsehserien
- 1981: Die Knapp-Familie
- 1984 und 1988: Die Wiesingers
- 1989–2007: Ein Fall für zwei
- 1992: Mit List und Krücke
- 1999: SK Kölsch
- 2000–2003: Bei aller Liebe
- 2004: Der Bulle von Tölz: Der Tölzi
- 2004–2010: Der Landarzt
- 2005: Die Rosenheim-Cops – Der Preußenschreck
- 2006: SOKO Kitzbühel
- 2007: Pfarrer Braun – Das Erbe von Junkersdorf
- 2007–2008: Dr. Psycho – Die Bösen, die Bullen, meine Frau und ich
- 2009–2021: Der Lehrer
- 2010: Der Alte – Folge 351: Tod im Tierpark
- 2010: Die Deutschen
- 2011: SOKO 5113
- 2011: SOKO Wien – Der Trojaner
- 2013: Die Kirche bleibt im Dorf
- 2016: Neandertaler – Sie sind zurück
- 2019: WaPo Bodensee – Tödliches Schweigen
- 2019: Frau Jordan stellt gleich
- 2019: Tonio & Julia: Wenn einer geht
- 2019: Die Pfefferkörner
- 2020: Morden im Norden – Aus gutem Hause
- 2020, 2021, 2024: SOKO Köln – Schmidts Reloaded, Enno war’s, Ein Scheich für Dünnwald
- 2021: SOKO Stuttgart – Unsichtbare Gefahr

## Hörspiele
- James Graham Ballard: Karneval der Alligatoren. Bearbeitung/Regie: Oliver Sturm, NDR 2008.